# 小杉重治
小杉 重治（こすぎ しげはる、1881年（明治14年）2月 - 没年不明）は、日本の政治家。東京目黒区会議員、資産家。

## 人物
東京府・小杉半之丞の長男。1929年、家督を相続した。衾第一耕地整理組合の責任者だった。住所は東京目黒区柿ノ木坂。

## 家族・親族
小杉家
- 父・半之丞[1][3][5] - 第1期碑衾村会議員をつとめた[5]。
- 弟・藤治（1895年 - ?、分家）[1][3]
- 男（1925年 - ）[1][3]
- 娘[1][3]